# Информатизация архивной отрасли
Информатизация архивного дела — многосторонний процесс, включающий методические и нормативные разработки, экспериментальные работы, разработку программного обеспечения, обучение, внедрение, планирование работ.
Начиная с середины 80-х гг. начинается активная работа по внедрению автоматизированных методов поиска документальной информации в практику работы архивов. В сфере НСА автоматизированные архивные технологии не только оказывают сильное влияние на способы создания и ведения справочно-поисковых средств, но и принципиально меняют характер доступа к ним пользователя и способы поиска информации, что позволяет более качественно удовлетворять потребности в архивной информации отдельного пользователя.
В это время в отечественных архивах началось сначала эпизодическое, а затем массовое использование персональных компьютеров отечественной разработки, а затем IBM — совместимых (IBM PC XT, как правило, «Роботрон», производства ГДР, IBM PC/AT — 286).
С переходом на Windows 3.11 их заменили 386-е и 486-е IBM, затем началось внедрение ПЭВМ с процессорами Pentium и Celeron.
Среди программного обеспечения, используемого в архивах, стоит отметить базы данных. При их создании большое значение имеет выбор СУБД.
В начале 1990-х гг. для создания баз данных использовались СУБД FoxPro 2.0 for DOS, Clipper 5.5, FoxBase, Clarion и др. Они позволяли поддерживать реляционную модель данных, представляющую собой логическую модель, описывающую структуру данных в виде наборов отношений.
С 1992 г. в архивах началось массовое применение СУБД Q&A фирмы «Семантик». Данная программа относится к непрограммируемым базам данных. Отличительная черта этой программы — её универсальность. Хотя Q&A удалось достичь компромисса между простотой создания форм ввода информации и эффективностью, он уступает другим подобным пакетам по части обработки данных (Personal RBase). Однако данный недостаток компенсировался возможностями работы в сети, мощным текстовым редактором, возможностью двойного прохода по базе данных в пределах определения одного отчета для получения точной информации.
Наряду с Q&A, в 1990-е. гг. также получила распространение программная среда CDS/ISIS, созданная ЮНЕСКО для библиотек и архивов.
По мере того, как архивы встали перед проблемой интеграции созданных БД в единую информационную систему, реляционная модель обнаруживала свою ограниченность. Для создания такой системы подходила иерархическая модель или сетевая структура данных. Кроме этого, для обработки больших массивов данных требуется СУБД клиент — серверной структуры. По этой причине в архивах в последнее время стали применяться СУБД Oracle, Visual FoxPro, IBM DB2/6000, Microsoft SQL Server.
Анализ опыта работы ряда государственных архивов в области информатизации и применения информационных методов показывает, что современные возможности, появившиеся в практике работы архивистов, а также их творческий подход к своей текущей деятельности, основанной на традициях отечественного архивоведения, поднимают науку об архивах на качественно новый уровень.
Рассматривая, общую картину информатизации архивного дела, необходимо подчеркнуть, что компьютерная информатизация — достаточно юный процесс, вызванный, в первую очередь молодостью развития техники и специализированного программного обеспечения. Тем не менее, прослеживая общие тенденции развития культуры и науки, а также постоянно возрастающие объемы курсирующей информации, которую необходимо обработать, сохранить и иметь при необходимости быстрый доступ к ней, информатизация архивного дела становится единственным обоснованным и перспективным решением, способным соответствовать всем требованиям современной архивной отрасли.